# Campbellsport
Campbellsport – wieś w Stanach Zjednoczonych, w stanie Wisconsin, w hrabstwie Fond du Lac.